# 皇黎一統志
《皇黎一統志》（越南语：／），又名《安南一統志》，是一部成书于约18世紀末19世紀初的越南汉文历史小说。作者是吴氏三兄弟的吳時俧、吳時悠、吳時任。小说描述了越南後黎朝的灭亡和西山朝的崛起这段时期的历史故事。

## 关于作者
《皇黎一統志》的作者及编者为吴氏三兄弟的吳時俧、吳時悠、吳時任，越南方面有时将其合称为“吳家文派”（越南语：／）。小说的前七回由吳時俧所撰寫，吳時俧又名吴俧，字學遜，號淵密，越南山南青威人（今屬河内市），為吳時任之弟，領鄉薦亞元，官曆僉書平章事。第八回至十四回，為其從弟吳時悠所續。吳時悠又名吳悠，字征甫，號文博，有詩文集傳世。這部小說後經吳時任編輯。吳時任又名吳任，字希尹，號達軒。30歲中進士，授戶科都給事中，33歲兼太原督同行參政，後為鄭王世子棕日講，世子廢，擢任為工部右侍郎,曾撰寫或參與編寫過《十七史撮要》、《四書說譜》、《海洋志略》等書。《皇黎一統志》的最後三回未注作者，是否為吳時任所補不得而知。

## 内容
具体历史背景可参考：後黎朝、郑阮纷争時代、西山朝。
《皇黎一統志》共十七回，約十二萬字。小说反映了公元十八世紀末期黎鄭王朝內部的鬥爭史。小說始于鄭森寵鄧妃，廢嫡立少，致驕兵為變，卒招西山之兵，滅鄭扶黎。因朝廷空虛鄭氏諸王再次向皇帝要權，黎氏少主（即昭統帝黎維祁）重用權臣阮整，與南方軍發生衝突，阮整被殺。昭統帝逃離京城，沿途招募義勇與西山黨領袖阮光平對抗，屢為南方軍所敗，最後不得不向清政府求救，乾隆皇帝命兩廣總督孫士毅率清軍南下以扶黎氏，孫士毅驕傲輕敵，為北平王阮光平所敗，只得撤離昇龍城。昭統帝亦逃到南寧、桂林，後與皇太后及皇妃被清政府召到燕京（今北京），由於清政府承認阮氏政權，昭統帝被軟禁，於乾隆五十八年冬十月（1794年）鬱鬱而死，時年二十八歲。不久，越南最后一個王朝阮朝的帝王阮福映乘西山朝內部分裂之機回國，奪取嘉定（柴棍的另一名稱），打敗了阮光平之继任者阮光纘，建立阮朝，越南自此南北統一。小說最后以昭統帝歸葬越南作為全書的結尾。

### 主要登場人物
- 顯宗：小說的次要人物。雖名為皇帝卻被鄭氏掌握實權。有著大局觀和帝王的雅量，在做皇帝的四十多年里與強臣鄭氏相安無事，甚至在被鄭氏奪走太子的情況下人沒有采取激化矛盾的行動，目的是避免國家動亂。他認為鄭氏是輔佐皇室是天意，他心安理得的享受這一切。是小說中被刻畫為具有智慧和高瞻遠矚的優秀帝王。

- 嗣皇（昭統帝黎維祁）：幾乎貫串全書的悲劇性人物。小說中描述其為“龍顏鳳眼，聲如洪鐘”，有帝王之相，但缺少帝王所應具備的素質。年少氣盛，缺乏政治經驗，不善用人。小說中描寫了他的三個失策：其一、怠慢扶黎滅鄭的西山黨領袖阮文平。後者當時已是黎維祈的新女婿。後來阮文平撤兵，鄭氏卷土重來。其二、重用阮整而不依靠鄭氏。鄭氏自盛王一門死后，其權力大大減弱，晏都王鄭槰是個比較溫和，只要推誠相待未必不可以依靠的人。阮鄭大權獨攬，貪殘專制，是導致黎朝滅亡的根源之一。其三、逃離京都途中不聽吳俧建議退保高平、諒山一帶，而聽從地方土豪，貿然與西山黨對抗，結果一敗涂地。其可貴的地方在于在逆境中不甘失敗，以復國為己任，堅持鬥爭。

- 阮整：小說中點刻畫的人物之一，與黎鄭王朝滅亡密切相關。熟悉儒家思想，卻又貪念很重，善于權變，是典型的權奸形象。極端迷戀權力，但最終被權力毀滅。

- 阮平（阮文惠）：西山黨阮文岳的弟弟，生性敏捷、驕矜，是小說主要人物之一。攻取順化之後，其帶兵攻入北朝都城昇龍，因扶黎滅鄭有功，被顯宗封為元帥扶立翊運武威國公，娶了玉炘公主。後來他再度攻入昇龍，黎鄭政權被推翻。并通過行賄等手段，收買了和珅等清朝官員，取得清朝冊封，成為“安南國王”。

## 刊本

### 抄本
- 《安南一統志》。馬伯樂（H. Maspero）所藏，今存于法國亞洲協會圖書館，編號：HM.2224(7)。
- 《皇黎一統志》。馬伯樂（H. Maspero）所藏，今存于法國亞洲協會圖書館，編號：HM.2143。

封面題作《皇黎一統志》，首為《皇黎一統志・序》，次為目錄。第一回回目前題有“吳家文派”、“學遜公著、征甫公績、《安南一統志》”。
- 《皇黎一統志》。法國遠東學院編號為：A22，現存于越南河內漢喃研究院。
- 《安南一統志》。法國遠東學院編號為：A883，現存于越南河內漢喃研究院。

首題“《黎季外史》”，次“《安南一統志》目錄”，無序。目錄后題有“右山南青威縣左青威簽書吳時倩撰共十七回”。
- 《皇黎一統志》。法國亞洲協會圖書館所藏，編號：b21。

封面題為“《皇黎一統志》、嘉隆三年甲子季冬朔”、“黎景興乙未科進士左青威人吳時任輯編”。首《皇黎一統志・序》，次為目錄，全十七回。半葉十行，行十五字，回中間有評及雙行注。此本文字獨勝，與各本差異較大。其注對書中人物、地名有詳明標注，頗有助于閱讀，而其評斷書中人物、事件，每有獨到之見解，亦有與書中旨趣大異之處。
- 《安南一統志》。原為戴密微（Paul Demieville）所藏，今藏于法國亞洲協會圖書館，尚未編號。

### 印本
- 《皇黎一統志》。陈庆浩、王三庆主编，鄭阿才、朱鳳玉校點，法国远东学院出版社出版、台湾学生书局印行，1987年。
- 《安南一統志》。孫遜、鄭克孟、陳益源主編，胡大海、楊曉靄校點，上海古籍出版社出版，2010年。

## 脚注
1. ↑  .   [2008-12-02]. （原始内容存档于2009-12-29）.
2. ↑  “績”為“續”字之誤。
3. ↑  “倩”字疑為有誤。

## 外部連結
- （越南文）（文言文）.   [2012-02-13]. （原始内容存档于2015-03-13）.
- （越南文）Bach khoa toan thu Viet Nam（越南百科全書）[永久]
- （越南文）越南書館—皇黎一統志·第一回